# 獨立電影
獨立電影是指電影製作過程中大部分或完全獨立於主流電影公司的劇情片，除了可能是由獨立娛樂公司製作與發行之外，獨立電影亦可能是由大型電影廠牌附屬的小型電影製作廠牌所製作發行。獨立電影通常與主流電影不同的是，電影劇情與拍攝手法時常顯現出電影工作者的藝術觀點和手法；通常，但也可能例外，獨立電影的製作預算較主流電影為低，且上映的規模較受限制。獨立電影通常在發行前會先在各個地方、國家、國際影展先放映。
在美國，獨立電影通常是指非好萊塢大型公司投資製作的電影，並有日舞影展等影展放映獨立電影作品；在其他國家，獨立電影則通常指獨立於主流商業市場之外的小成本藝術電影或類型電影。

## 各地独立电影
- 美國獨立電影